# Le Moine (2011)
Le Moine is een Frans-Spaanse film van Dominik Moll die uitgebracht werd in 2011.
Deze film is de derde filmadaptatie van The Monk, de bekende gothic novel van Matthew Lewis uit 1796.
De twee vorige verfilmingen dateren uit 1972 (Le Moine van Ado Kyrou) en uit 1990 (El Monje van Francisco Lara Polop). De prent brengt het tragisch verhaal van de neergang van de vrome monnik Ambrosio in het katholieke Spanje van de 18e eeuw.

## Samenvatting
Spanje, 18e eeuw. Ambrosio werd te vondeling gelegd aan de poort van een Kapucijnenklooster. Hij werd er opgevoed en opgeleid door de monniken. Hij is uitgegroeid tot een talentvolle prediker die bewonderd wordt om zijn felle ijver maar die ook gevreesd wordt om zijn fanatieke onverzettelijkheid. Hij voelt zich verheven boven alle verzoekingen. Zijn rechtlijnig en kuis leven is een voorbeeld voor iedereen. Op een dag meldt zich een geheimzinnige novice aan in het klooster. Ambrosio's deugdzaamheid gaat aan het wankelen wanneer Valerio, de novice, hem onthult dat hij eigenlijk een vrouw is die verliefd op hem is en Mathilde heet...

## Rolverdeling
- Vincent Cassel : broeder Ambrosio
- Déborah François : Valerio
- Joséphine Japy : Antonia
- Sergi López : de losbandige
- Catherine Mouchet : Elvire
- Jordi Dauder : pater Miguel
- Geraldine Chaplin : de abdis
- Roxane Duran : zuster Agnès
- Frédéric Noaille : Lorenzo
- Javivi Gil Valle : broeder Andrés
- Martine Vandeville : Leonella
- Pierre-Félix Gravière : broeder Iago